# 27503 Dankof
27503 Dankof este o planetă minoră (asteroid), cu un diametru de 2,709 km, din centura de asteroizi. A fost descoperită pe 4 aprilie 2000 la Stația Anderson Mesa de Lowell Observatory Near-Earth-Object Search. 
Obiectul prezintă o orbită caracterizată de o semiaxă mare de 2,7223097 UAi, o excentricitate de 0,06, o înclinație de 3,03327 ° în raport cu ecliptica.